# Pseudochiridium thorelli
Pseudochiridium thorelli är en spindeldjursart som beskrevs av With 1906. Pseudochiridium thorelli ingår i släktet Pseudochiridium och familjen Pseudochiridiidae. Inga underarter finns listade i Catalogue of Life.